# Теорема Пазінетті
Теорема Пазінетті (парадокс Пазінетті) — твердження італійського економіста Луїджі Пазінетті щодо джерел економічного зростання. Відповідно до цієї теореми, економічне зростання залежить виключно від рівня заощаджень, що роблять капіталісти і зовсім не залежить від того, чи схильні робити заощадження представники робітничого класу.   

## Історія
Італійський економіст Луїджі Пазінетті у своїй статті «Норма прибутку і розподіл доходу з точки зору економічного зростання» (італ. Rate of Profit and Income Distribution in Relation to the Rate of Economic Growth, 1962) представив модель, відповідно до якої економічне зростання в моделі Калдора залежить виключно від рівня заощаджень, які роблять капіталісти. При цьому динаміка економічного зростання ніяким чином не залежить від того, чи схильні робити заощадження наймані працівники. Ця теорема «самопідйому», коли капіталісти здатні підвищити прибутковість власних капіталів простим збільшенням заощаджень (накопичень), викликала досить активну дискусію, яка призвела до висновку про те, що все залежить від ряду інших обставин, вплив яких визначити та кваліметрично оцінити неможливо.

## Рівняння
Заощадження робітників і капіталістів визначаються наступними рівняннями:
```
  

  

    

      

        

          
S

          

            
w

          

        

        
=

        

          
s

          

            
p

          

        

        
w

        

          
P

          

            
w

          

        

      

    

    
{\displaystyle S_{w}=s_{p}wP_{w}}

  

```

```
  

  

    

      

        

          
S

          

            
c

          

        

        
=

        

          
s

          

            
c

          

        

        

          
P

          

            
c

          

        

      

    

    
{\displaystyle S_{c}=s_{c}P_{c}}

  

```

```
  

  

    

      

        
0

        
<

        

          
s

          

            
w

          

        

        
w

        
≤

        

          
s

          

            
p

          

        

        
w

        
<

        

          
s

          

            
c

          

        

      

    

    
{\displaystyle 0<s_{w}w\leq s_{p}w<s_{c}}

  

```

```
  де 

  

    

      

        
W

      

    

    
{\displaystyle W}

  

 
— зарплата робітників, 

  

    

      

        

          
P

          

            
w

          

        

      

    

    
{\displaystyle P_{w}}

  

 
— прибуток робітників, 

  

    

      

        

          
S

          

            
w

          

        

      

    

    
{\displaystyle S_{w}}

  

 
— заощадження робітників, 

  

    

      

        

          
S

          

            
c

          

        

      

    

    
{\displaystyle S_{c}}

  

 
— заощадження капіталістів, 

  

    

      

        

          
P

          

            
s

          

        

      

    

    
{\displaystyle P_{s}}

  

 
— прибуток капіталістів.
```

Капітали робітників і капіталістів ростуть однаковими темпами:
```
  

  

    

      

        

          
s

          

            
w

          

        

        
w

        
W

        
+

        

          
s

          

            
p

          

        

        
w

        

          
P

          

            
w

          

        

        
=

        
g

        

          
K

          

            
w

          

        

        
,

      

    

    
{\displaystyle s_{w}wW+s_{p}wP_{w}=gK_{w},}

  

```

```
  

  

    

      

        

          
s

          

            
c

          

        

        

          
P

          

            
c

          

        

        
=

        
g

        

          
K

          

            
c

          

        

        
,

      

    

    
{\displaystyle s_{c}P_{c}=gK_{c},}

  

```

```
  

  

    

      

        

          
K

          

            
w

          

        

        
+

        

          
K

          

            
c

          

        

        
=

        
K

        
,

      

    

    
{\displaystyle K_{w}+K_{c}=K,}

  

```

```
  де 

  

    

      

        

          
K

          

            
w

          

        

      

    

    
{\displaystyle K_{w}}

  

 – капітал робітників, 

  

    

      

        

          
K

          

            
c

          

        

      

    

    
{\displaystyle K_{c}}

  

 
— власний капітал капіталістів.
```

Так, як ставка відсотка і норма прибутку співпадають, то {\displaystyle P_{c}=rK_{c}} і {\displaystyle P_{w}=rK_{w},} {\displaystyle K_{c}>0}. Звідси норма прибутку дорівнює:
```
  

  

    

      

        
r

        
=

        
g

        

          
/

        

        

          
s

          

            
c

          

        

      

    

    
{\displaystyle r=g/s_{c}}

  

.
```

Це Кембриджське рівняння показує, що відсоткова ставка, рівна нормі прибутку, повністю незалежна від будь-якої схильності робітників до заощадження.